# Protestas contra la gestión del alcalde Carlos Canales en Miraflores (2024)

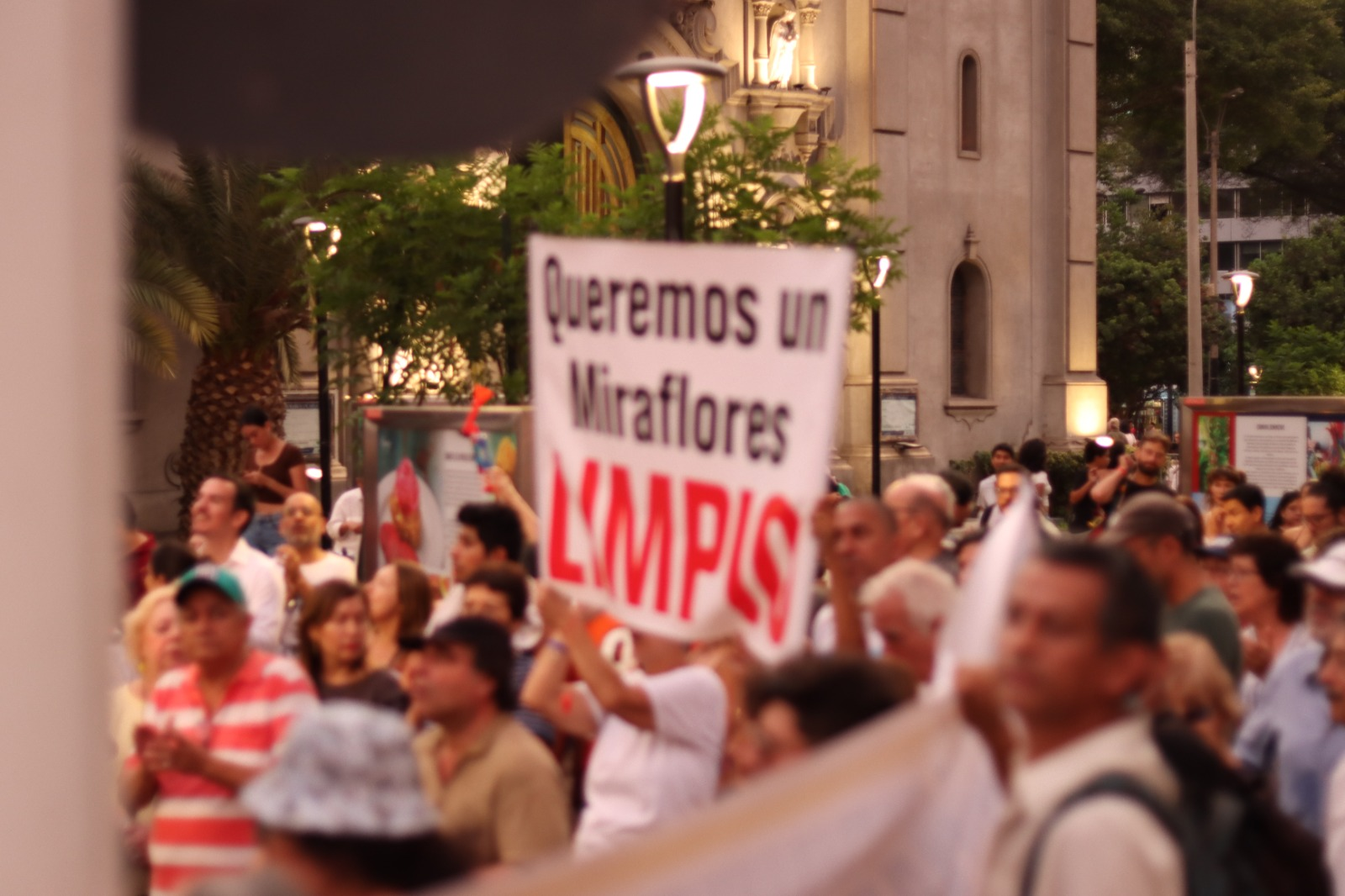
"Queremos un Miraflores Limpio"

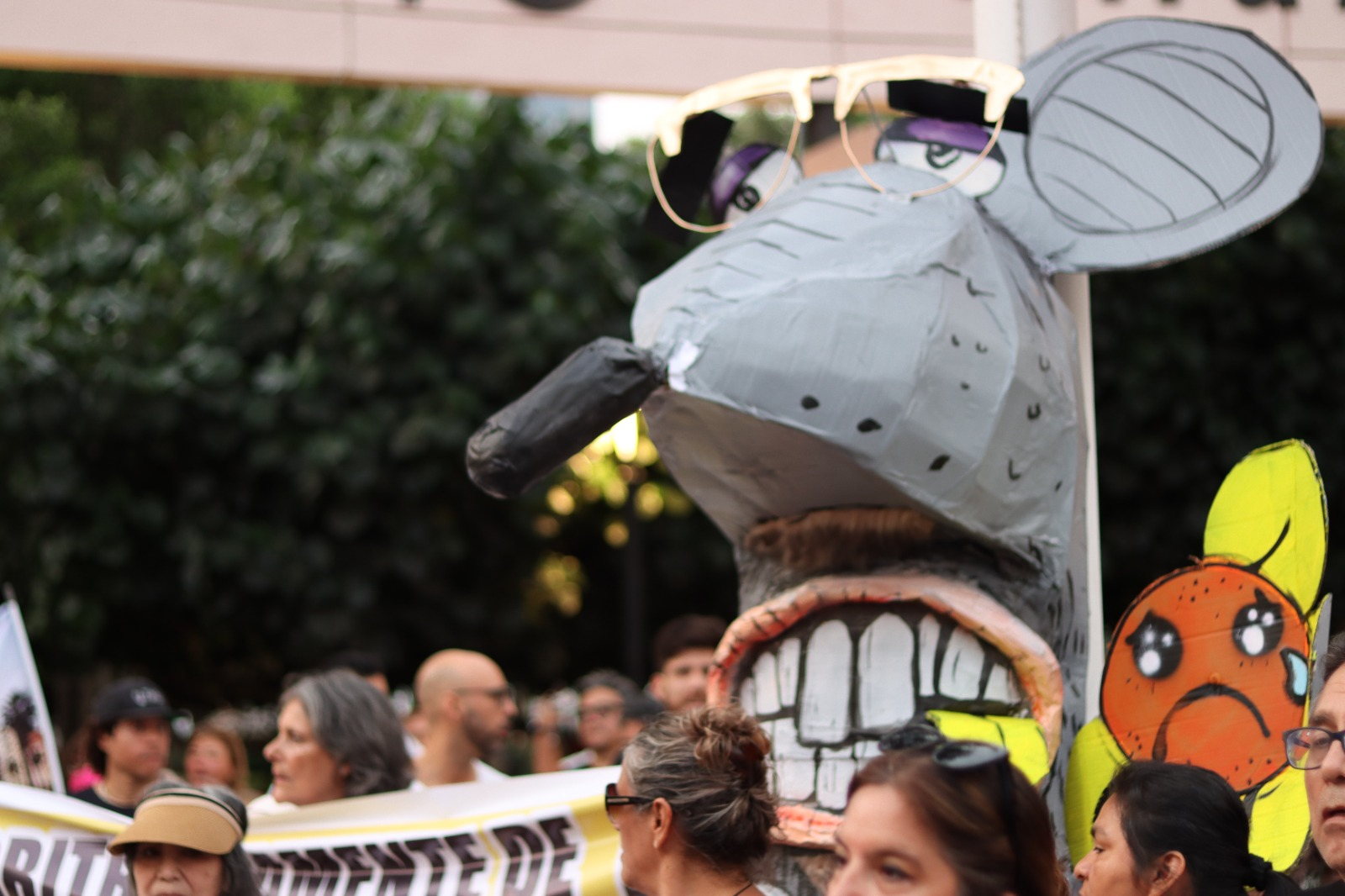
Muñeco presente en las protestas

Las protestas contra la gestión del alcalde Carlos Canales en Miraflores, Lima, en febrero de 2024, marcaron un punto de inflexión en la participación ciudadana del distrito. Los vecinos expresaron su descontento por la administración de espacios públicos, seguridad, y políticas percibidas como no inclusivas. La suspensión de actividades en espacios como un skatepark y una galería de arte, junto con propuestas como la construcción de un centro de convenciones y restricciones en el estadio Manuel Bonilla, fueron algunos de los detonantes de las protestas.
La comunidad LGTBI criticó la negativa de la administración a permitir celebraciones simbólicas en el Parque del Amor, lo que agregó a las tensiones existentes sobre la inclusividad y el manejo de la política municipal. Los manifestantes, que en varias ocasiones superaron las 500 personas, también denunciaron prácticas autoritarias y acoso por parte de fiscalizadores municipales, lo que culminó en un llamado a la revocatoria del alcalde Canales, quien ya ha sido denominado por los vecinos como "El Peor Alcalde de Miraflores".
La protesta fue reseñada por muchos medios tanto de prensa como independientes como podrán verlo en los artículos anexos.